# Philosycus cadenati
Philosycus cadenati är en stekelart som först beskrevs av Jean Risbec 1951.  Philosycus cadenati ingår i släktet Philosycus och familjen fikonsteklar. Inga underarter finns listade i Catalogue of Life.